# Bernice F. Sisk

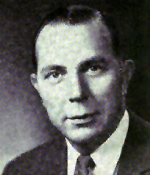
Bernice F. Sisk

Bernice Frederic Sisk (* 14. Dezember 1910 in Montague, Montague County, Texas; † 25. Oktober 1995 in Fresno, Kalifornien) war ein US-amerikanischer Politiker. Zwischen 1955 und 1979 vertrat er den Bundesstaat Kalifornien im US-Repräsentantenhaus.

## Werdegang
Im Alter von sechs Jahren kam Bernice Sisk in das Donley County, wo er die öffentlichen Schulen besuchte. Zwischen 1929 und 1931 absolvierte er das Abilene Christian College. Danach half er seinem Vater bei der Bewirtschaftung von dessen Baumwollplantage. Im Jahr 1937 zog er in das San Joaquin Valley in Kalifornien, wo er bis 1941 in einer Lebensmittelfabrik arbeitete. Während des Zweiten Weltkrieges war er ziviler Flugkoordinator auf einem Ausbildungsflugplatz in Visalia. Zwischen 1945 und 1954 war Sisk bei der Firma LeMoss-Smith Tire Co. in Fresno angestellt. Gleichzeitig schlug er als Mitglied der Demokratischen Partei eine politische Laufbahn ein.
Bei den Kongresswahlen des Jahres 1954 wurde Sisk im zwölften Wahlbezirk von Kalifornien in das US-Repräsentantenhaus in Washington, D.C. gewählt, wo er am 3. Januar 1955 die Nachfolge von Allan O. Hunter antrat. Nach elf Wiederwahlen konnte er bis zum 3. Januar 1979 zwölf Legislaturperioden im Kongress absolvieren. Zwischen 1963 und 1975 vertrat er dort den 16. und danach den 15. Distrikt seines Staates. Sisk war zeitweise Mitglied im Landwirtschaftsausschuss und im Geschäftsordnungsausschuss. In seine Zeit im Kongress fielen unter anderem die Bürgerrechtsbewegung, der Vietnamkrieg und die Watergate-Affäre.
1978 verzichtete Sisk auf eine erneute Kandidatur. Nach dem Ende seiner Zeit im US-Repräsentantenhaus zog er sich aus der Politik zurück. Er starb am 25. Oktober 1995 in Fresno.